# Thijs Oosting
Thijs Oosting (Emmen, 11 maggio 2000) è un calciatore olandese, centrocampista del Groningen.

## Carriera

### Club
Cresciuto nei settori giovanili di Emmen e AZ Alkmaar, dopo aver trascorso due anni e mezzo con la seconda squadra del club di Alkmaar, il 22 gennaio 2021 viene ceduto in prestito all'RKC Waalwijk.

### Nazionale
Ha giocato nelle nazionali giovanili olandesi Under-17 ed Under-18.

## Statistiche

### Presenze e reti nei club
Statistiche aggiornate al 6 febbraio 2021.
| Stagione        | Squadra         | Campionato      | Campionato | Campionato | Coppe nazionali | Coppe nazionali | Coppe nazionali | Coppe continentali | Coppe continentali | Coppe continentali | Altre coppe | Altre coppe | Altre coppe | Totale | Totale | Totale |
| Stagione        | Squadra         | Comp            | Pres       | Reti       | Comp            | Pres            | Reti            | Comp               | Pres               | Reti               | Comp        | Pres        | Reti        | Pres   | Reti   |        |
| --------------- | --------------- | --------------- | ---------- | ---------- | --------------- | --------------- | --------------- | ------------------ | ------------------ | ------------------ | ----------- | ----------- | ----------- | ------ | ------ | ------ |
| 2018-2019       | Jong AZ Alkmaar | ED              | 5          | 2          | -               | -               | -               | -                  | -                  | -                  | -           | -           | -           | 5      | 2      |        |
| 2019-2020       | Jong AZ Alkmaar | ED              | 28         | 8          | -               | -               | -               | -                  | -                  | -                  | -           | -           | -           | 28     | 8      |        |
| 2020-gen. 2021  | Jong AZ Alkmaar | ED              | 15         | 7          | -               | -               | -               | -                  | -                  | -                  | -           | -           | -           | 15     | 7      |        |
| Totale Jong AZ  | Totale Jong AZ  | Totale Jong AZ  | 48         | 17         |                 | -               | -               |                    | -                  | -                  |             | -           | -           | 48     | 17     |        |
| gen.-giu. 2021  | RKC Waalwijk    | E               | 4          | 0          | CO              | -               | -               | -                  | -                  | -                  | -           | -           | -           | 4      | 0      |        |
| Totale carriera | Totale carriera | Totale carriera | 52         | 17         |                 | 0               | 0               |                    | -                  | -                  |             | -           | -           | 52     | 17     |        |

## Palmarès

### Club

#### Competizioni nazionali
- Eerste Divisie: 1

Willem II: 2023-2024